# 伊格納利納
伊格納利納是立陶宛的城市，位於該國東部，距離首都維爾紐斯110公里，由烏田納縣負責管轄，面積6.9平方公里，海拔高度165米，2010年人口5,949。